# Pugnus
Pugnus is een geslacht van weekdieren uit de klasse van de Gastropoda (slakken).

## Soorten
- Pugnus lachrimula (Gould, 1862)
- Pugnus maesae Roth, 1972
- Pugnus margaritella Faber, 2006
- Pugnus parvus Hedley, 1896
- Pugnus serrei (Bavay, 1911)
- Pugnus tarasconii Rios, 2009